# Neuvilly
Neuvilly és un municipi francès, situat a la regió dels Alts de França, al departament del Nord. L'any 2006 tenia 967 habitants. Limita al nord-est amb Solesmes, a l'est amb Forest-en-Cambrésis, al sud-est amb Montay, al sud amb Le Cateau-Cambrésis, al sud-oest amb Inchy i Troisvilles i al nord-oest amb Briastre.

## Demografia
| 1962                                       | 1968  | 1975  | 1982  | 1990  | 1999 | 2006 |
| ------------------------------------------ | ----- | ----- | ----- | ----- | ---- | ---- |
| 1.363                                      | 1.404 | 1.337 | 1.161 | 1.052 | 993  | 967  |
| Des de 1962: població sense dobles comptes |       |       |       |       |      |      |

## Administració
| Període | Identitat      | Partit |
| ------- | -------------- | ------ |
| 2001-   | Hubert Lefèvre | UMP    |